# دالة مميزة (نظرية احتمالات)

The characteristic function of a uniform U(–1,1) random variable. This function is real-valued because it corresponds to a random variable that is symmetric around the origin; however in general case characteristic functions may be complex-valued.

في نظرية الاحتمال والإحصاء، الدالة المميزة لمتغير عشوائي X حقيقي هي دالة ذات قيم مركبة معرفة على المجال
{\displaystyle \scriptstyle \ \mathbb {R} \ } حيث:
{\displaystyle {\begin{aligned}\varphi _{X}(t)&=\mathbb {E} \left[e^{itX}\right]\\&=\mathbb {E} \left[\cos(tX)\right]+i\ \mathbb {E} \left[\sin(tX)\right].\end{aligned}}}
في حالة وجود دالة كثافة احتمالية للمتغير العشوائي X ، فإن الدالة المميزة في هذه الحالة هي معكوسة تحويل فورييه ( بمعامل تقريبي {\displaystyle \scriptstyle \ 2\pi \,} ) لدالة الكثافة.
(في بعض الأحيان تستعمل هذه الدالة {\displaystyle \scriptstyle \ \phi _{X}(t)=E[e^{2i\pi tX}].})
بشكل أعم، الدالة المميزة لمتغير عشوائي حقيقي معرف على المجال {\displaystyle \scriptstyle \ \mathbb {R} ^{d}\ }، هي الدالة ذات القيم المركبة المعرفة على المجال {\displaystyle \scriptstyle \ \mathbb {R} ^{d}\ } بـ :

{\displaystyle \phi _{X}(u)=\mathbb {E} \left[e^{i\langle u,X\rangle }\right]\,}
أين {\displaystyle \scriptstyle \ \langle u,X\rangle \,} هو الجداء القياسي لـ u مع X.
في حالة المتغير العشوائيX المنفصل، تعرف الدالة المميزة بـ :
{\displaystyle G(z)=\mathbb {E} \left[z^{X}\right]}
باعتبار z عدد مركب، و نستخلص إذا :
{\displaystyle \phi _{X}(t)=G\left(e^{it}\right);}
حيث أن الدالة G هي امتداد لـ {\displaystyle \scriptstyle \ \phi _{X}}

## خصائص الدالة المميزة
- تحدد الدالة المميزة طبيعة التوزيع الاحتمالي لمتغير عشوائي في حالة تساوي دالتين، يعني في حالة تساوي دالتين مميزتين {\displaystyle \phi _{X}=\phi _{Y}\,} نستنتج أن للمتغيران {\displaystyle X\,} et {\displaystyle Y\,} نفس دالة التوزيع الاحتمالي.
- إذا كان X و Y متغيران عشوائيان مستقلان، إذا {\displaystyle \phi _{X+Y}=\phi _{X}\,\phi _{Y}}.

بشكل أعم، إذا كان {\displaystyle X_{1},\ldots ,X_{n}} مجموعة من المتغيرات العشوائية المستقلة عن بعضها البعض، فإن
{\displaystyle \phi _{X_{1}+\cdots +X_{n}}=\phi _{X_{1}}\cdots \phi _{X_{n}}}
وبتطبيق معكوسة تحويل فورييه لـ {\displaystyle \phi _{X+Y}} نتحصل على قانون دالة التوزيع الاحتمالي للدالة X+Y
- توجد أيضا علاقة بين الدالة المميزة و دالة العزوم لمتغير عشوائي، ففي حالة وجود دالة العزوم بالإضافة إلى تقارب المتتالية فإن:

{\displaystyle \phi _{X}(t)=\sum _{k=0}^{\infty }{\frac {i^{k}\mu _{k}}{k!}}t^{k}} أين  {\displaystyle \mu _{k}}  هو عزم ذو درجة k .
تستعمل هذه العلاقة أحيانا لإيجاد المتوسط الحسابي (الذي يمثل العزم ذو درجة 1) والتباين (الذي يمثل العزم ذو درجة 2) حيث أن:
{\displaystyle 1=\phi _{X}(0),\qquad \mathbb {E} [X]=-i\,\phi _{X}^{\prime }(0),\qquad \mathbb {E} \left[X^{2}\right]=-\,\phi _{X}^{\prime \prime }(0)}
{\displaystyle {\textrm {Var}}(X)=-\,\phi _{X}^{\prime \prime }(0)+\phi _{X}^{\prime 2}(0)}.
- مثلا العلاقة التالية تستعمل في حساب الدالة المميزة لمتغير عشوائي ذو توزيع احتمالي طبيعي موسط ومخزل :

{\displaystyle \phi _{aX+b}(t)=\phi _{X}(at)\,e^{itb}}

## بعض الدوال المميزة المشهورة
| التوزيع الاحتمالي                | الدالة المميزة φ(t)                                         |
| -------------------------------- | ----------------------------------------------------------- |
| توزيع احتمالي ثنائي B(n, p)      | {\displaystyle \,(1-p+pe^{it})^{n}}                         |
| توزيع بواسون Pois(λ)             | {\displaystyle \,e^{\lambda (e^{it}-1)}}                    |
| توزيع منتظم U(a, b)              | {\displaystyle \,{\frac {e^{itb}-e^{ita}}{it(b-a)}}}        |
| توزيع لابلاس L(μ, b)             | {\displaystyle \,{\frac {e^{it\mu }}{1+b^{2}t^{2}}}}        |
| توزيع احتمالي طبيعي N(μ, σ2)     | {\displaystyle \,e^{it\mu -{\frac {1}{2}}\sigma ^{2}t^{2}}} |
| توزيع كاي مريع χ2k               | {\displaystyle \,(1-2it)^{-k/2}}                            |
| توزيع كوشي Cauchy(μ, θ)          | {\displaystyle \,e^{it\mu -\theta \|t\|}}                   |
| توزيع غاما Γ(k, θ)               | {\displaystyle \,(1-it\theta )^{-k}}                        |
| توزيع أسي Exp(λ)                 | {\displaystyle \,(1-it\lambda ^{-1})^{-1}}                  |
| توزيع طبيعي متعدد الحدود N(μ, Σ) | {\displaystyle \,e^{it'\mu -{\frac {1}{2}}t'\Sigma t}}      |

الجدول أعلاه مقتبس من الجدول الموسع للدوال المميزة لاورهيتينغر ( 1973 )